# ساختمان میراث فرهنگی تاکستان
ساختمان میراث فرهنگی تاکستان در تاکستان، بلوارامام خمینی واقع شده و این اثر در تاریخ ۲۰ آبان ۱۳۷۷ با شمارهٔ ثبت ۲۱۶۶ به‌عنوان یکی از آثار ملی ایران به ثبت رسیده است.